# 张家慧 (1965年)
张家慧（1965年3月—），女，汉族，四川万县人，中华人民共和国政治人物。西南政法大学研究生学历，法学博士学位，副研究员。曾任海南省高级人民法院副院长、海南省女法官协会会长。其专长为民事诉讼法学，曾被选为“全国审判业务专家”、中国法官协会第五届理事会理事。

## 生平
张家慧是四川省万县专区（今重庆市万州区）人。1988年毕业于四川师范大学英美文学专业本科毕业，1990年获西南政法大学法学硕士学位。1990年1月参加工作，任四川省万县地区中级人民法院（今重庆市第二中级人民法院）书记员、助理审判员。1992年调海南省任职，任海南省海南中级人民法院（现海南省第一中级人民法院）副科级助理审判员、正科级审判员，为海南中院当年从内地引进的6名高学历人才之一。由于是助理审判员，刚到职时经济条件不好，法院同事还专门为张家慧夫妇捐款。1997年5月，张家慧被任命为审判员。同年9月进入西南政法大学就读博士研究生。1998年6月加入中国共产党。2000年6月毕业后待分配，至2001年9月分配至中国社会科学院工作，从事法学学科博士后研究。2002年1月至2004年9月，历任海南省洋浦经济开发区中级人民法院正科级助理审判员、审判委员会委员、民事审判庭副庭长、庭长。2004年9月进入海南省高级人民法院工作，历任审判监督庭副庭长（正处级）、民事审判第一庭庭长、审判委员会委员、民事审判第一庭庭长、行政审判庭庭长。2012年7月，任海南省高级人民法院党组成员、副院长，审判委员会委员。

### 遭举报及违纪调查
2018年4月10日，海南高院原副院长张家慧在单位收到一封重庆寄来的长信，寄信人叫易真武。2014年，易真武在万州荣文建筑劳务有限公司老板晏宗文的引荐下，结识了张家慧的丈夫刘远生，并揽承下当地一项省重点项目华君大酒店的劳务工程。之后双方就工程结算款问题屡次产生争议，易真武遂写信向张家慧表示，希望能通过她让刘远生重新找其谈判。与长信一同寄出的还有一个装有张家慧与同事在茶楼打麻将视频的U盘。
2019年4月30日，重庆市万州区人民法院審理一宗敲詐勒索案，张家慧夫妇为该案的受害人。被告人易真武被指控以工程款未結算清為由，用張家慧打麻將赌博的視頻及夫妻的私人言論向兩人敲詐勒索，金额为200萬元（人民币，下同）。由於擔心被公開後會帶來負面影響，2018年5月16日，張家慧的丈夫劉遠生从海南飞赴万州，和易真武谈判，最终同意给付200万元，分三次轉帳50萬元給易真武，並以被敲詐為由報警。
其后，多名知情人士举报称，张家慧是“中国法院系统史上最富有的法官，身家至少200亿”。而与刘远生有生意往来的李富华，则于5月11日在上海召开媒体见面会，公开举报张家慧、刘远生夫妇，並稱张家慧受賄還不辦事。張家慧、刘远生夫婦及其雙方親友、商業夥伴曾擔任相關公司投資人、高管，其持有的企業共计36家，總資產保守估計至少200億元。为逃避组织审查，除少部分企业直接以刘远生实名登记外，大多数企业系隐名持有实际控制，代持人均为张、刘亲属。
2019年5月13日晚，中共海南省委政法委发布消息称，针对近期反映的张家慧相关舆情，省委政法委、省纪委监委、省人民检察院、公安厅已成立联合调查组依法依纪开展调查，相关事实查清后将向社会公布。翌日，海南省高级人民法院表示“坚决拥护海南省委决定，支持配合调查组查清事实，回应社会关切”。
2019年5月31日，海南省委政法委联合调查组31日晚通报称“日前，海南省高级人民法院副院长张家慧同志涉嫌严重违纪违法接受省纪委监委审查调查”。根据通报，张家慧仍任海南省高级人民法院副院长，并未被免职。直至2019年11月29日，海南省人民代表大会常务委员会决定免去张家慧的海南省高级人民法院副院长、审判委员会委员、审判员职务。
2019年11月29日，海南省纪委监委发布消息称，张家慧被开除党籍和公职，移送检察机关依法审查起诉。
2019年11月30日，海南省委政法委通报张家慧夫妇有关问题的调查结果。根据通报，联合调查组经深入调查，调取相关资料1300余册，查阅公司账务资料15.6万余页，与相关人员谈话1200余人次，有关问题已基本查清。张家慧涉及违纪违法的问题包括不如实申报名下财产、打麻将赌博、在小区内会所经常宴请他人、不正确履行职责，拒不执行最高法督办通知、干预诉讼案件，以及夫妻拥有巨额资产。
2019年12月11日，最高人民检察院发布消息称，张家慧涉嫌受贿一案已由海南省监察委员会调查终结，经海南省人民检察院交办，由海南省人民检察院第一分院审查起诉。海南省人民检察院第一分院依法以涉嫌受贿罪对张家慧作出逮捕决定。
2020年3月19日，海南省人民检察院通报，张家慧涉嫌受贿罪、行政枉法裁判罪、诈骗罪一案，经海南省人民检察院交办，由海南省人民检察院第一分院向海南省第一中级人民法院提起公诉。
2020年6月17日，海南省第一中级人民法院依法公开开庭审理张家慧受贿、行政枉法裁判、诈骗一案。海南省人民检察院第一分院起诉指控张家慧直接或通过他人非法收受37人财物共计人民币4375万元，37人中有18名律师，其余19人為涉诉的企业主和官员等人。此外张家慧为使其丈夫刘远生实际控制的海南迪纳斯投资有限公司少缴或不缴增容费，在行政审判活动中指使、授意他人故意违背事实和法律作枉法裁判，致使该公司少缴纳增容费4621万余元，以及骗取相关人员价值人民币143万余元的财物。检察机关认为，被告人张家慧的行为已分别构成受贿罪、行政枉法裁判罪、诈骗罪。
2020年12月4日，海南省一中院一审宣判，对被告人张家慧以受贿罪判处有期徒刑15年，并处罚金人民币350万元；以行政枉法裁判罪判处有期徒刑5年；以诈骗罪判处有期徒刑10年，并处罚金人民币50万元，决定执行有期徒刑18年，并处罚金人民币400万元。案件宣判后，张家慧当庭表示不服，但未当庭选择是否上诉。
2020年12月11日，海南省委政法委联合调查组通报张家慧案有关问题。通报称，纪检监察机关正在会同司法行政机关，依规依纪依法对涉案律师有关问题进行处置；已对部分涉案法官和公职人员立案审查调查，部分涉案法官已被定罪处罚，其他涉案人员正在依规依纪依法分类处置。另外，张家慧受他人请托为案件说情打招呼，其中部分案件因其腐败行为影响了裁判结果，联合调查组正督促海南省高院对所涉案件启动内部监督程序进行审查复查。对经审查确有错误的案件，将依法提起再审，及时予以纠正。
2021年12月4日，涉张家慧等案件的38名律师遭到懲罰。其中，4名律师和1名隐名合伙人被移交司法机关；1家律师事务所被吊销执业证书，9名律师被吊销律师执业证书、取消会员资格（终身禁业），21名律师被停止执业、中止会员权利，1名律师被罚款，3名律师受到行业警告处分。同時曾經向張家慧行賄的律師涂显亚、吴镇不再担任海南省律协副会长職務。
2022年1月29日，因偷拍张家慧打麻将并以此向其丈夫索要工程款被指控敲诈勒索罪的易真武取保候审回到家中。易真武案2019年4月30日开庭审理，经历“中止审理”后，2021年1月27日再次开庭审理后休庭。2022年12月28日，重庆市万州区人民法院一审宣判易真武无罪。

## 家庭
- 前夫：刘远生（1966年—，1990年1月登记结婚，2017年3月离婚）：刘远生亦为法学背景出身，毕业于西南政法大学法律系本科及北京大学法学博士学位。夫妻二人赴海南任职后，刘远生官至海南省中级人民法院助理审判员职务。由于家境贫寒，刘远生几乎将所有的业余时间用于经营海口市的一家火山石矿。后因石矿生意纠纷，刘远生遭到海南中院劝退，转任律师，担任海南高速公路股份有限公司法律顾问。他之后下海经商，担任多家企业的董事长或总经理，还以法学专家身份活跃于海南政界。根据公开资料显示，刘远生旗下以及关联公司初步统计至少35家，其中直接持股的公司5家，由刘远生亲属、朋友持有的公司共计30家（包括3家境外离岸企业），注册地域分布于海南、重庆、四川、北京、香港和英属维京群岛[2]。刘远生是民盟海南省委副主委，在2007年底即开始担任海南省政协常务委员。2019年5月31日，张家慧被宣布调查时，作為海南迪納斯投資有限公司實際控制人的劉遠生，亦涉嫌違法犯罪接受公安機關立案偵查[6]。2020年1月14日，刘远生被免去其政协第七届海南省委员会常务委员职务、撤销其委员资格[22]。同年3月因涉嫌伪造公司印章罪、虚假诉讼罪被海南省儋州市人民检察院批准逮捕[14]。刘远生最終被判有期徒刑14年6个月，并处罚金160万余元。劉之後前往三亚监狱服刑。[20]
- 儿子：刘某爽，1995年出生[4][23]。

## 著作
张家慧与刘远生在学术上有较多合著，包括：
- 《我国民事证人出庭制度相关问题之检讨与思考》（刊载于《人民司法》杂志，2005年）
- 《天涯法学论坛》（担任该刊编辑委员会的主编、副主编）
- 《天涯法学论丛（第三卷）》（中国检察出版社出版，2016年12月）[2]